# Korasi
Korasi (en georgiano: ყორასი) o Kuarash (en abjasio: Ҟәараш) es una aldea que pertenece a la parcialmente reconocida República de Abjasia, parte del distrito de Gulripshi, aunque de iure pertenece al municipio de Gulripshi de la República Autónoma de Abjasia de Georgia.

## Geografía
Korasi se encuentra en la llanura del Mar Negro, en el margen derecha del río Kodori. La aldea está a 15 km de Gulripshi y se administra desde el pueblo de Babushara.

## Demografía
La evolución demográfica de Korasi entre 1959 y 1989 fue la siguiente:
| 475                                                 | 454 |
| (Fuente: Population of Abkhazia since Soviet times) |     |

Antes de la guerra de Abjasia, la mayoría de la población local eran georgianos.